# Château d'Ottange
Le château d’Ottange est un château fort mentionné au XIIIe siècle, situé à Ottange, dans le département français de la Moselle.

## Histoire
En partie détruit en 1671 par le maréchal François de Créquy, le château médiéval fut entièrement démoli en 1734 par Jean-Antoine d’Eltz et remplacé par un somptueux édifice. En 1792, un incendie détruisit le château. Vers 1810, le comte Philippe-Antoine d’Hunolstein fit démolir ce qui en restait. L'édifice est classé monument historique dès la première liste en 1840. Restauré en 1894, il est actuellement laissé à l’abandon : il ne reste plus qu’une grosse tour ronde, quelques murs de terrasses, vestiges de courtines, communs et la chapelle.

## Description

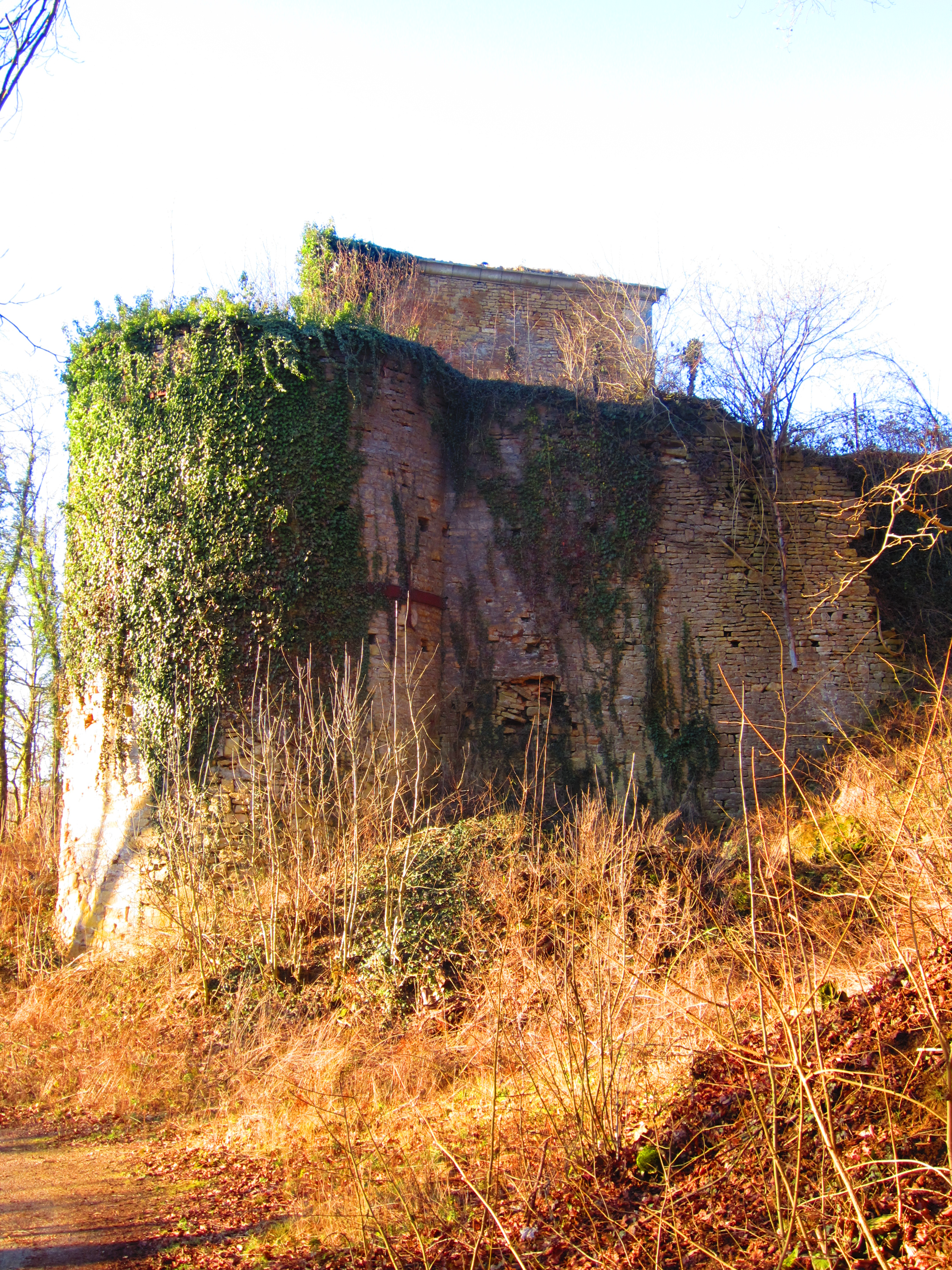
Tour ronde
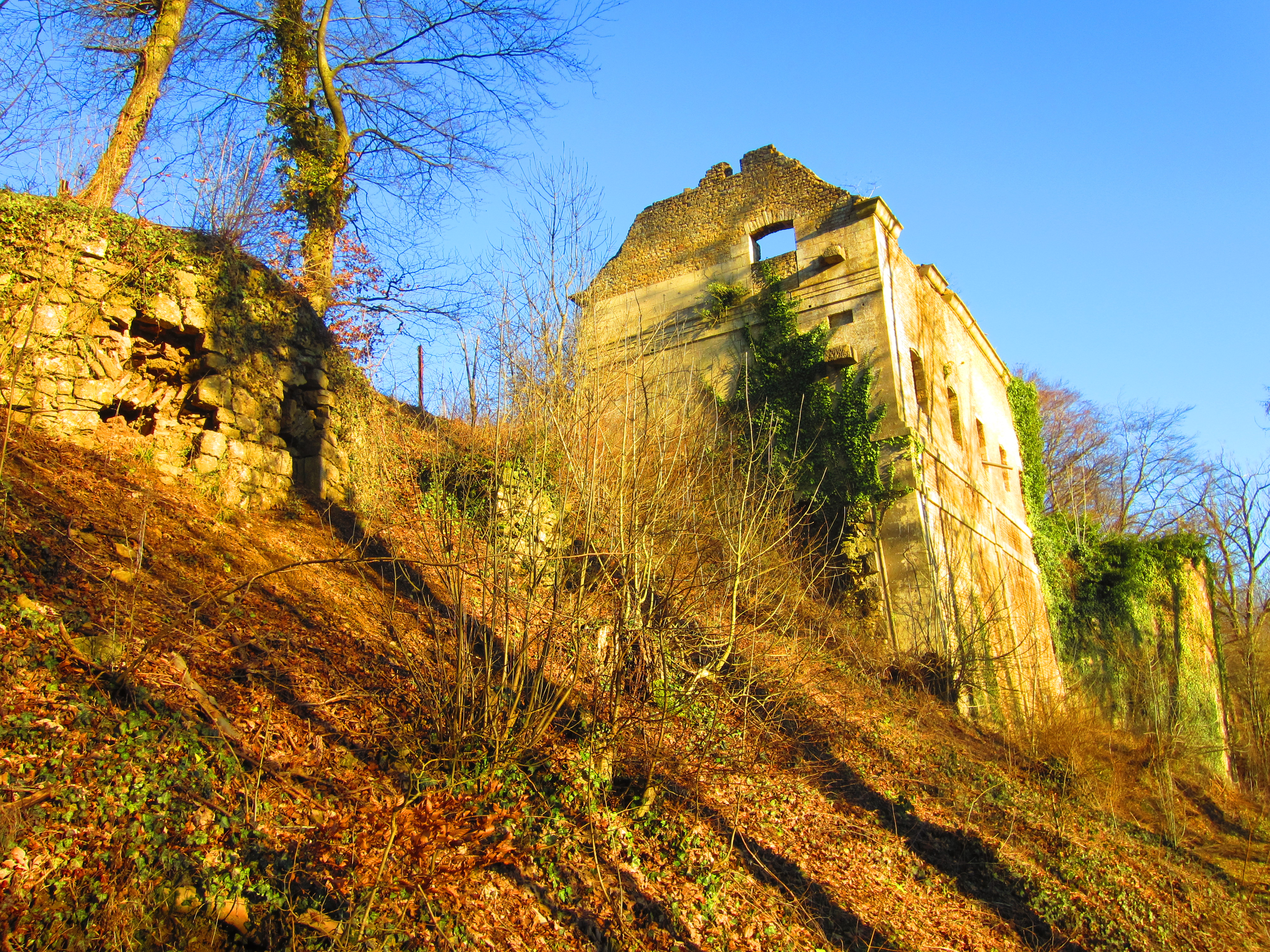
Vestiges
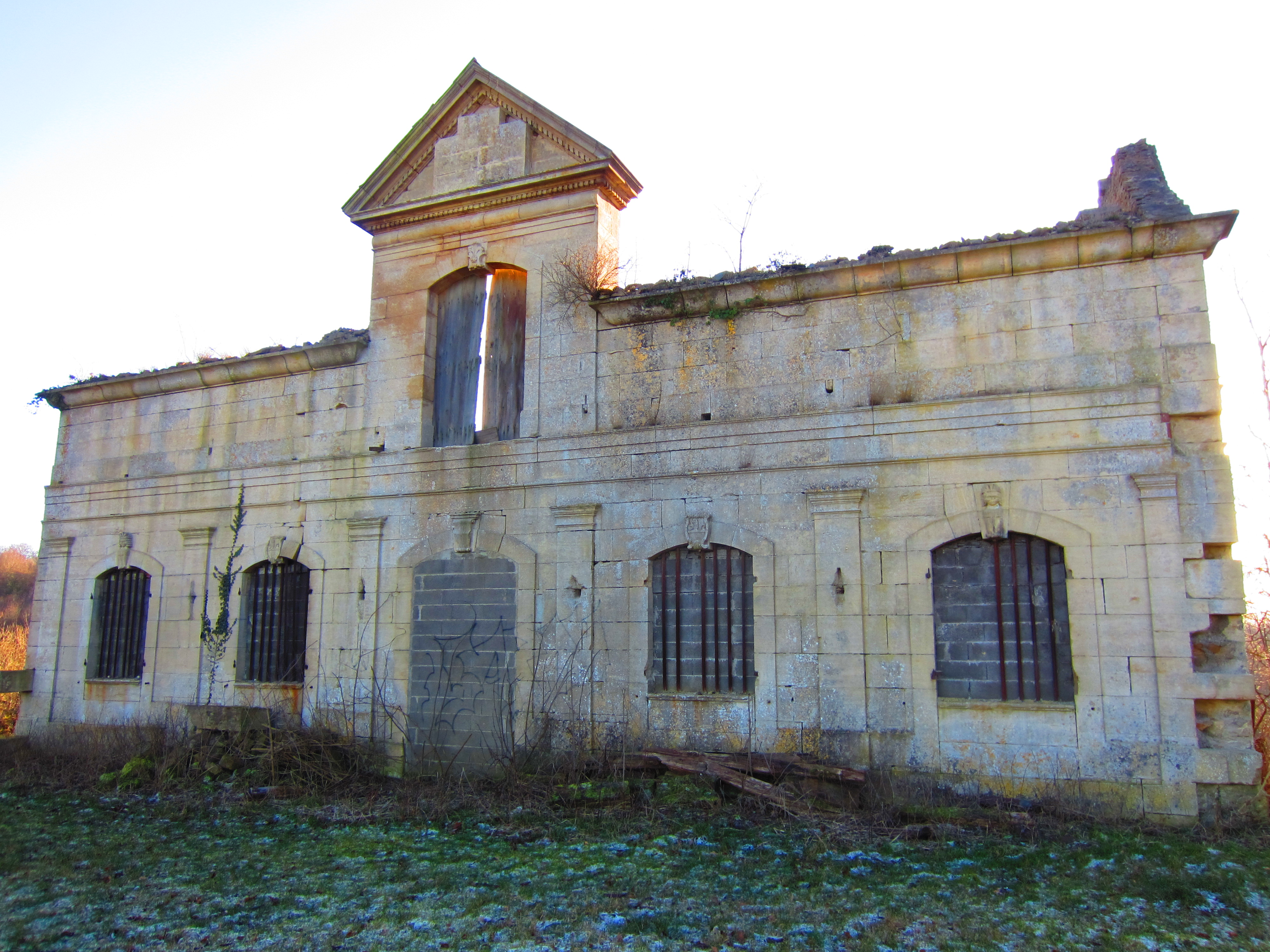
Écurie
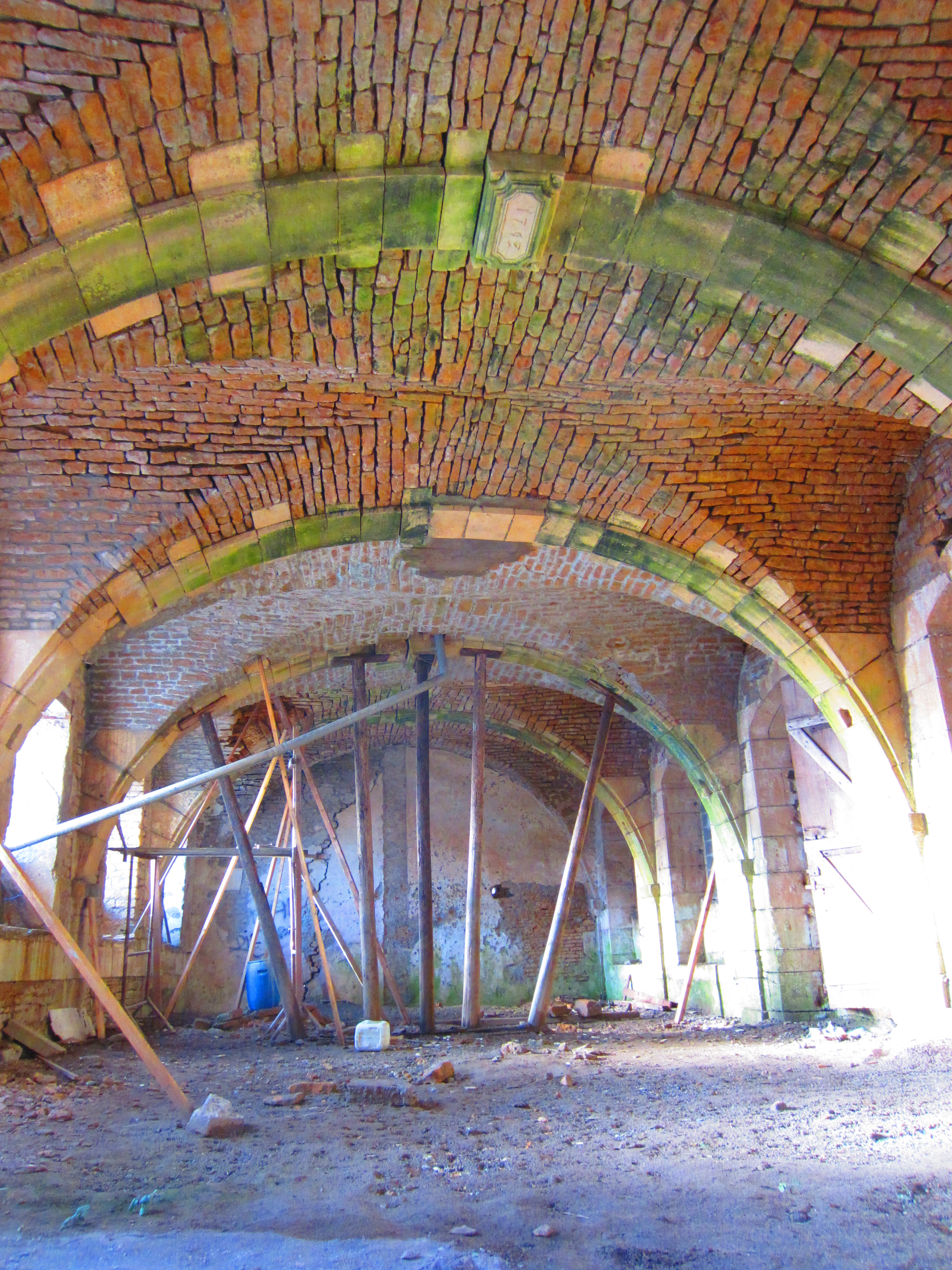
Intérieur